# Пархаев, Евгений Алексеевич
Евге́ний Алексе́евич Парха́ев (род. 19 июня 1941, Москва, СССР) — российский предприниматель и религиозный деятель, генеральный директор художественно-производственного предприятия «Софрино» Русской православной церкви (1987—2018), управляющий гостиничным комплексом «Даниловская» Московского патриархата (2002—2018).

## Биография
Евгений Алексеевич Пархаев родился 19 июня 1941 года в Москве в рабочей семье. Его отец, несмотря на «бронь», ушёл на фронт добровольцем и погиб в 1943 году. Мать — Мария Петровна Пархаева, одна стала растить троих детей.
После окончания семилетки Евгений Пархаев пошёл работать токарем на завод «Красный пролетарий». По вечерам учился в школе рабочей молодёжи.
В 1960 году его призвали на службу в Советскую армию. За хорошую службу был награждён медалью «За воинскую доблесть» и грамотой министра обороны. После демобилизации вернулся на завод.
В 1965 году пришёл работать в Московскую патриархию. При приёме на работу с ним беседовал управляющий делами Московской патриархии архиепископ Таллинский и Эстонский Алексий (Ридигер) (в будущем — патриарх Алексий II). Вначале трудился рабочим, потом работал в хозяйственном управлении Московской патриархии, где прошёл путь от рядового сотрудника до начальника отдела снабжения, после чего стал начальником производственного отдела.
Принимал участие в восстановлении Троице-Сергиевой лавры, в строительстве церковных мастерских в Алексеевском. Пользовался личным расположением патриарха Московского и всея Руси Пимена. Когда началось строительство церковного завода в посёлке Софрино, по благословению патриарха Пимена направлен в помощь руководившему строительством церковного завода Павлу Булычёву, первому директору «Софрино».
В 1987 году указом патриарха Пимена назначен директором «Софрино» с поручением реорганизовать предприятие. На завод было завезено новое оборудование, были открыты новые цеха, условия работы улучшились, коллектив пополнился молодыми профессионалами.
С целью получения зарубежного опыта управления крупными предприятиями вскоре после назначения Пархаев посетил Италию, Германию, Францию и Грецию. Там он изучал особенности церковного искусства, чтобы улучшить собственное предприятие. Он отправлял в поездки также членов своего коллектива, которые посещали монастыри и старые усадьбы для сбора полезной информации.
Под руководством Пархаева «Софрино» стало главным на постсоветском пространстве поставщиком предметов богослужебного назначения: икон, престолов, подсвечников, паникадил, потиров, ювелирных окладов богослужебных книг, свечей, облачений священнослужителей и другой продукции для православных приходов. Как отмечалось в 2005 году в Журнале Московской Патриархии: «В России, пожалуй, нет ни одного храма, где бы не было предметов, изготовленных софринскими мастерами». К концу его пребывания на должности ассортимент изделий насчитывал свыше 2,5 тысяч наименований. Кроме того, предприятие выполняло уникальные индивидуальные заказы. Как писала газета «Российские вести» в 2003 году: «„Софрино“ выпускает не только предметы культа. Последнее время фирма стремится выйти на смежные рынки, чтобы расширить объём сбыта: производит сувенирную и полиграфическую продукцию, борется за престижные заказы вроде пошива мантий для членов Конституционного суда». Вместе с тем, качество софринской продукции часто вызывало критику в православной среде. Как отмечалось на портале ahilla.ru: «Качество и цены софринской продукции стали нарицательными: именно софринские свечи — парафиновые и так называемые „восковые“ — являются основным источником загрязнения настенной живописи в храмах, продукты их горения оседают в легких священнослужителей и прихожан. А софринский дешёвый ладан в церковной среде давно стал основой для анекдотов, получив название „Смерть попам“».
В 1999 году выдвигался кандидатом в депутаты Государственной думы России по Пушкинскому избирательному округу № 113, но безуспешно.
В 2013 году был назначен также директором гостиницы «Даниловская». Кроме того, являлся куратором патриарших резиденций в Переделкине, Чистом переулке и Даниловском монастыре в Москве. Награждён многочисленными церковными наградами.
С 2015 года у «Софрино» начала падать выручка, расходы превышали доходы. Весной 2018 года была создана комиссия для проверки деятельности Евгения Пархаева, которую возглавили митрополит Рязанский Марк (Головков), митрополит Ростовский Меркурий (Иванов) и архиепископ Солнечногорский Сергий (Чашин). К комиссии по личному выбору патриарха была прикреплена аудиторская фирма. Как отметил митрополит Иларион (Алфеев), «в ходе проведённого на предприятии независимого аудита был выявлен ряд проблем, одна из которых заключалась в том, что по целому ряду показателей мастерские „Софрино“ были неконкурентоспособными». 25 июля на очередном заседании Высшего церковного совета был заслушан доклад председателя комиссии. Деятельность Пархаева на посту гендиректора художественно-производственного объединения «Софрино» и гостиницы «Даниловская» была оценена негативно.
Указом патриарха Московского и всея Руси Кирилла от 28 июля 2018 года был освобождён от должностей, занимаемых в организациях Русской православной церкви. Исполняющим обязанности руководителя был назначен профессор, доктор экономических наук, кандидат технических наук, капитан 1-го ранга Григорий Антюфеев.

## Награды
- Орден «За заслуги перед Отечеством» III степени (20 сентября 2016 года) — за достигнутые трудовые успехи, активную общественную деятельность и многолетнюю добросовестную работу[13].
- Орден «За заслуги перед Отечеством» IV степени (6 декабря 2010 года) — за высокие достижения в производственной деятельности, расширение ассортимента выпускаемых высокохудожественных изделий культурного и духовного назначения[14].
- Орден Почёта (10 апреля 1995 года) — за заслуги перед государством, успехи, достигнутые в труде, науке, культуре, искусстве, большой вклад в укрепление дружбы и сотрудничества между народами[15].
- Орден Дружбы (3 августа 1999 года) — за большой вклад в укрепление экономики, развитие социальной сферы и многолетний добросовестный труд[16].
- Орден Почёта (8 ноября 2008 года, Молдавия) — за значительный вклад в реконструкцию и реставрацию Монастырского комплекса «Курки»[17].
- Почётная грамота Президиума Верховного Совета РСФСР (13 мая 1991 года) — за многолетнюю добросовестную работу и активную общественную деятельность[18].
- Почётная грамота Правительства Российской Федерации (18 июня 1996 года) — за большой вклад в развитие экономики и социальной сферы Пушкинского района Московской области[19].
- Юбилейный нагрудный знак Московской областной думы «20 лет Московской областной думе» (14 ноября 2013 года)[20].